# 355
| [ Edytuj tabelę ] |                                         |
| Król Aksum        | - 320 Ezana 360                         |
| Władca Guptów     | - 330 Samudragupta 375                  |
| Władca Korei      | - 331 Kogugwŏn 371                      |
| Papież            | - 352 Liberiusz 366 - 355 Feliks II 365 |
| Król Persji       | - 309 Szapur II 379                     |
| Cesarz Rzymu      | - 337 Konstancjusz II 361               |

Rok 355 / CCCLV
stulecia: III wiek ~
IV wiek ~
V wiek

lata: 345 «
350 «
351 «
352 «
353 «
354 «
355
» 356
» 357
» 358
» 359
» 360
» 365

## Wydarzenia
Cesarstwo rzymskie
- Auksencjusz został biskupem Mediolanu.
- Barbation mianowany comes domesticorum.
- Biskupi zostali uwolnieni spod nadzoru sądów świeckich.
- Feliks II obwołany papieżem przez biskupów ariańskich.
- Filozof Mariusz Wiktoryn przeszedł na chrześcijaństwo.
- Flawiusz Julian otrzymał tytuł cezara.
- Synod mediolański.
- bitwa nad Jeziorem Bodeńskim pomiędzy Rzymianami a Alamanami.

## Urodzili się
- Daosheng, chiński buddysta, prekursor szkoły chan (zm. 434)

## Zmarli
- Donat, biskup, przywódca donatystów.
- Eustorgiusz I, biskup Mediolanu.